# 火星海洋假说

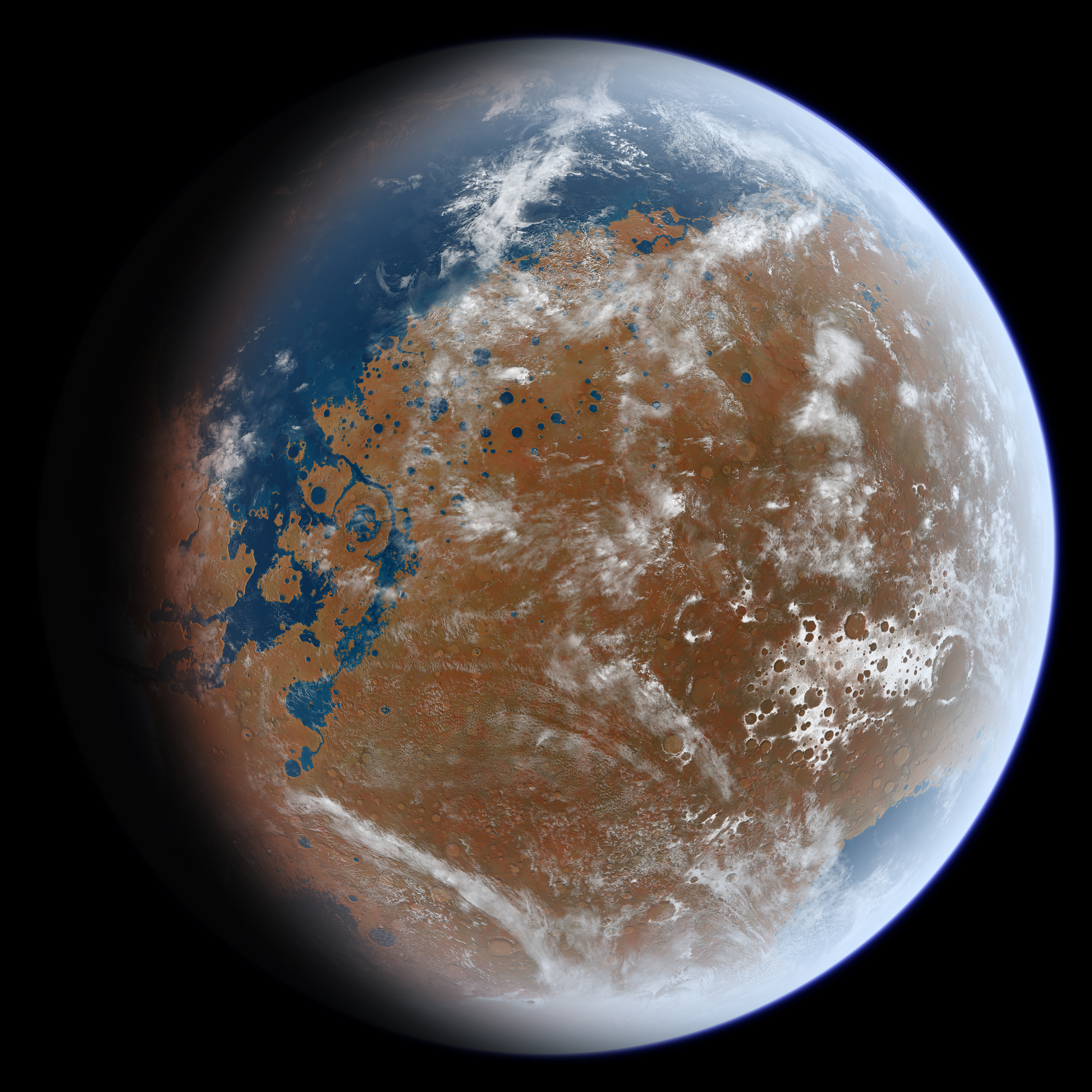
艺术家根据地质数据描绘的古代火星及海洋的想象图。

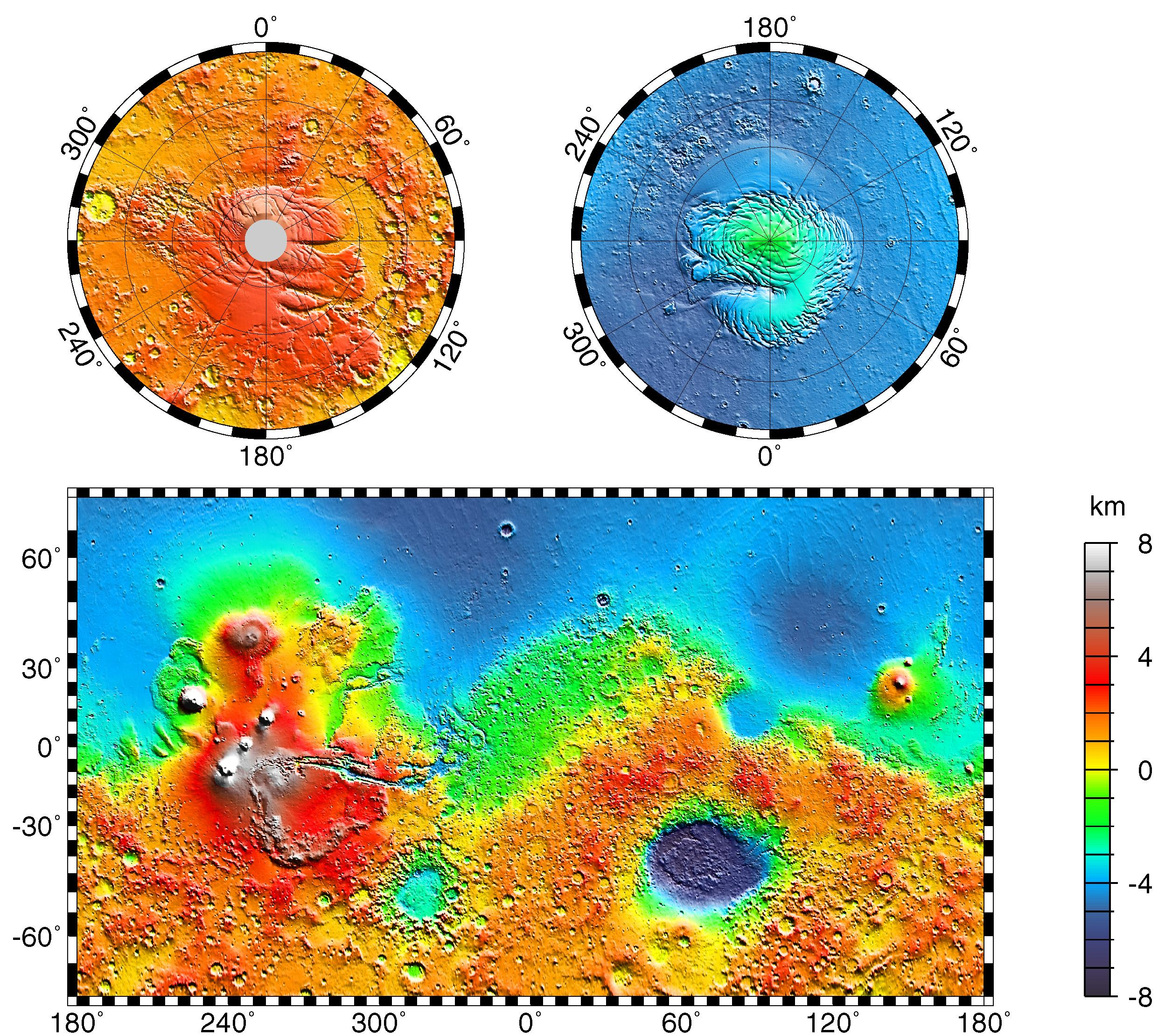
火星北半球蓝色低地区被假设为原始液态海洋所在地。

火星海洋假说（Mars ocean hypothesis）指出，在火星早期地质史中，近三分之一的火星表面都被液态水海洋所覆盖 。这片被称为“古海洋”和“北大洋”的原始海洋大约在41-38亿年前期间，可能淹没了北半球位于行星平均海拔4-5公里（2.5-3英里）以下的北方大平原盆地。这片海洋存在的证据包括类似古代海岸线的地理特征以及火星土壤和大气的化学性质。早期的火星需要更稠密的大气层和更温暖的气候，才能让液态水留在表面。

## 观测证据史
1976年，海盗号轨道器展示的特征揭示了极地附近两条可能的古老海岸线，阿拉伯和都特罗尼勒斯海岸线，每一条都长达数千公里。目前火星地理中的一些物理特征表明过去存在一座原始海洋。汇入更大河道的冲沟群意味着受到液体介质的侵蚀，类似于地球上的古河床。宽25公里、深数百米的巨大水道似乎将南部高地的地下含水层水流引向了北部低地。火星北半球大部分地区的海拔比其他地区要低得多（火星分界），而且非常平坦。
这些观察结果促使许多研究人员积极寻找更古老海岸线的遗迹，并进一步提出了曾存在这一海洋的可能性。1987年，约翰·勃兰登堡（John E.Brandenburg）发表了他称之为古海洋的原始火星海洋假说。海洋假说很重要，因为过去存在的大量液态水会对古代火星气候、行星宜居性以及过去火星生命证据的寻找都会产生重大的影响。 
从1998年开始，科学家迈克尔·马林（Michael Malin）和肯尼斯·埃德吉特（Kenneth Edgett）着手在火星全球探勘者号上使用分辨率比海盗号轨道器高出5到10倍的高分辨率摄像机进行调查，这些摄像机将勘测科学文献中其他人所提出海岸线的地方。但他们的分析充其量也没有定论，报告说，海岸线的海拔高度从一座山峰绵延数千公里至下一座山峰，起伏相差数公里 。这份报告非但让人怀疑这些特征是否真的标志着一道消失已久的海岸线，反而被视为反对火星海岸线（和海洋）假说的论据。
1999年，精确测定了火星所有部分高度的火星轨道器激光高度计（MOLA）发现，火星上海洋的分水岭可能覆盖了该行星四分之三的地区 。2005年通过对北方大平原中海拔2400米以下独特的陨石坑分布类型研究，研究人员认为侵蚀涉及了大规模的升华，这一地区的古海洋容积达到6 x 107公里3。
2007年，泰勒·佩伦（Taylor Perron）和迈克尔·曼加（Michael Manga）提出了一种行星物理模型，该模型在对火山作用引起质量再分配造成的“真极漂移”作调整后表明，1987年约翰·勃兰登堡首次提出的古海岸线符合这一标准，这些起伏的古海岸线可用火星自转轴的运动来解释。由于离心力导致自转体和大型旋转物体在赤道处隆起，极地漂移可能导致了海岸线高度以类似所观察到的样式变化，但他们的模型并没有解释是何导致了火星自转轴相对于地壳的移动。
2009年发表的研究表明，河道的密度比以前估计的要高得多，火星上河谷最多的地区与地球上发现的情况相媲美。在这项研究中，研究小组开发了一项计算机程序，通过在地形数据中搜索U形结构来识别河谷，发现的大量河谷系统有力地支持了火星过去的降雨，火星河谷的全球分布模式也可用一座浩瀚的北方海洋来解释。北半球的大洋还解释了为何河谷系统会有一道自然的南部界限：火星最南端地区离贮水区最远，降雨量很少，也不会形成河谷。同样，降雨的稀少也可解释为何火星河谷由北向南会逐渐变浅。
2010年对火星上河流三角洲进行的一项研究显示，它们中有17处位于拟议海岸线的高度。如果这些三角洲都靠近一片大型水域，则就确如预期所料。在德克萨斯州一次行星会议上的研究表明，叙帕尼司谷扇形复合体是一处具有多条水道和地垛的三角洲，形成于一片大型静止的水域边缘。那片水域是一座北方海洋，而该三角洲就位于克律塞平原附近北部低地和南部高地之间的火星分界上。
2012年发表的研究使用了火星快车号轨道飞行器上的“地下和电离层高新探测雷达”(MARSIS)数据，该仪器的测量结果揭示了区域地表的介电常数类似于低密度沉积物、大块地面冰沉积物或两者的组合，与富含熔岩的表面不同，支持一座已消失的大型北方海洋假设。
2015年3月，科学家们表示，有证据表明，远古时期火星北半球的水量可能构成了一座约相当于地球北冰洋大小的海洋。这一发现源自从望远镜观测到的现代火星大气层中水与氘的比率与地球上这一比率的比较。据推测，火星极地沉积物中的氘含量是地球上的八倍（VSMOW-维也纳标准平均海水，水的同位素标准），表明古代火星的含水量明显更高。从地图获得的代表性大气值（七倍于维也纳标准平均海水值）并不受当地火星车测量的气候效应影响，尽管望远镜的测量值也处于 “好奇号”火星车在盖尔撞击坑测得的5–7倍的富集范围内。早在2001年，美国宇航局远紫外分光探测器对火星上层大气层中分子氢与氘比率的研究表明，原始火星上存在着丰富的水。
一直在火星轨道上进行测量的火星大气与挥发物演化任务探测器提供了可能存在过海洋的进一步证据：火星曾有一层更稠密大气层。发表在《科学》杂志上一篇论文的主要作者布鲁斯·捷克斯基说道“我们已经确定，火星大气层中的大部分气体已消失在太空中”。该研究主要基于氩气的两种不同同位素。
考虑到在距太阳1.4-1.7个天文单位的火星上使水保持液态所需的高温室效应，这片液态水域存续的时间仍属未知。现在认为，曾充盈河道峡谷的火星海洋在诺亚纪末期消失，期间，地表被冻结了约4.5亿年。而后，大约在32亿年前左右，峡谷下方的熔岩加热了土壤，融化了结冰物质，形成绵延数百公里的巨大地下河流，这些水流通过巨大的洪泛喷发到现在干燥的地表上。
2016年5月发表了有关北方辽阔海洋的新证据，一支大型科学家团队描述了伊斯墨诺斯湖区部分地表如何被小行星撞击海洋所引发的两次海啸改变的过程，这二次撞击都被认为强烈到足以形成直径30公里的陨石坑，第一次海啸冲走了汽车或小屋般大小的巨石，来自巨浪的回流通过重新排列巨石形成了水道。第二次海啸发生于海平面低于300米以下时，此次的海啸挟带了大量被抛落在河谷中的冰块。计算表明，海浪平均高度为50米，但从10米到120米不等。数值模拟表明，在海洋的这一特定区域，每隔3000万年就会形成两座直径30公里的撞击坑，这意味着一座巨大的北方海洋可能已存在了数百万年。而反对海洋论的理由是缺乏海岸线特征，这些特征也有可能已被历次的海啸冲走。该项探究中已研究过的部分是克律塞平原和阿拉伯高地西北部。这些海啸影响了伊斯墨诺斯湖区和阿西达里亚海区的部分地表。造成罗蒙诺索夫撞击坑的撞击已被确认为是海啸的可能发源地。

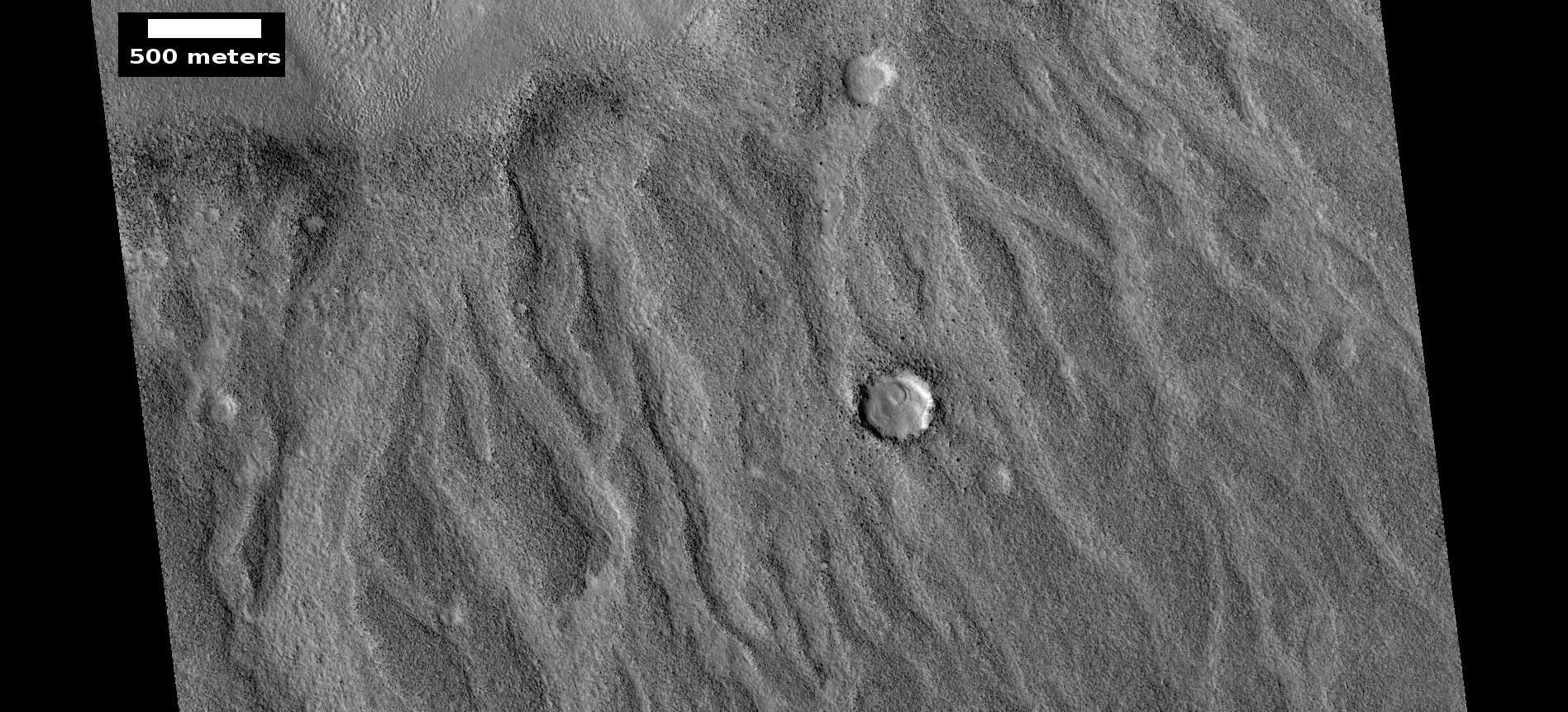
高分辨率成像科学设备显示的海啸回流形成的河道，海啸可能是由小行星撞击海洋所引发的。
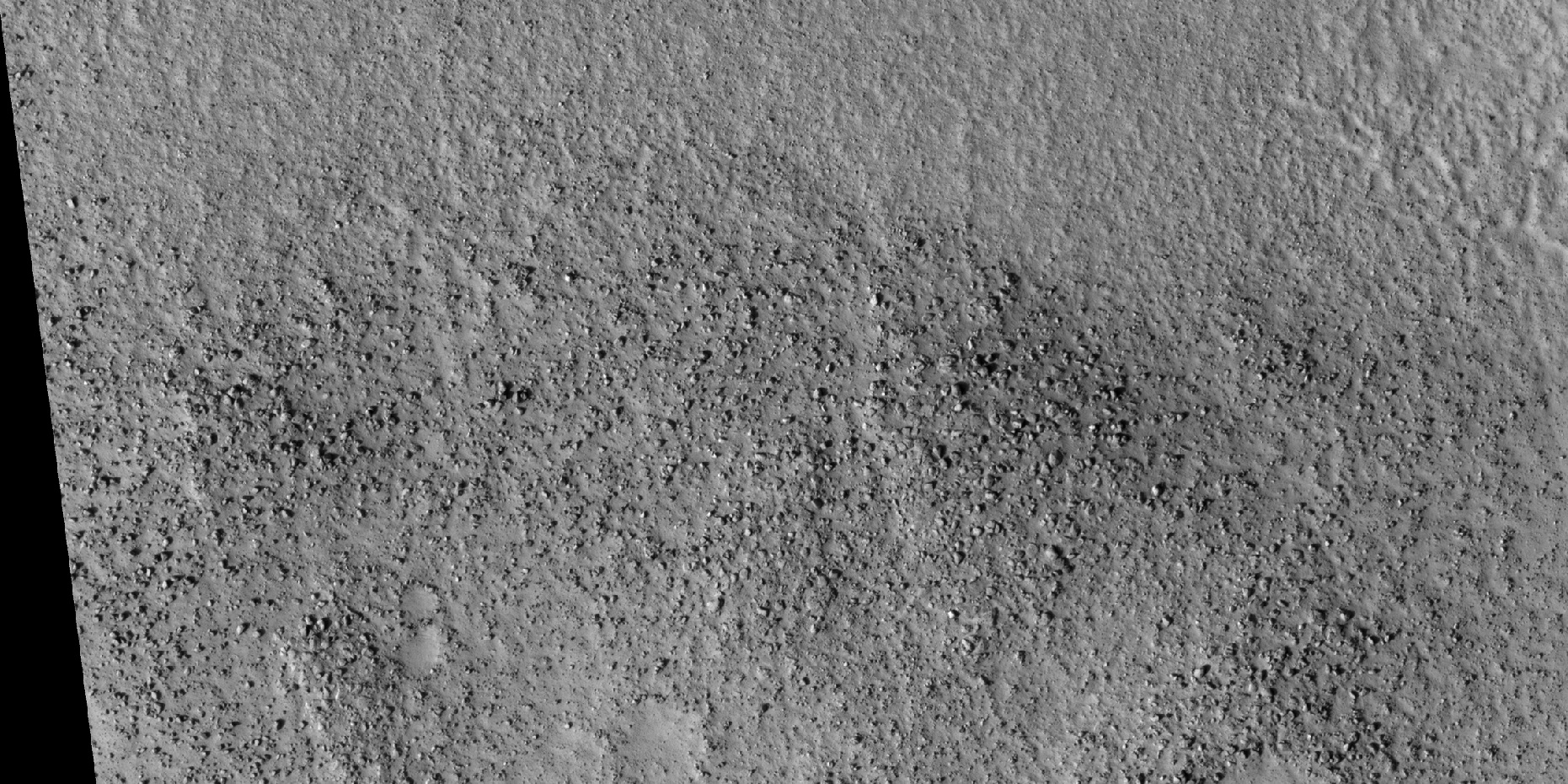
高分辨率成像科学设备显示的被海啸卷起、搬运和抛落的巨石，巨石大小介于汽车和房屋之间。
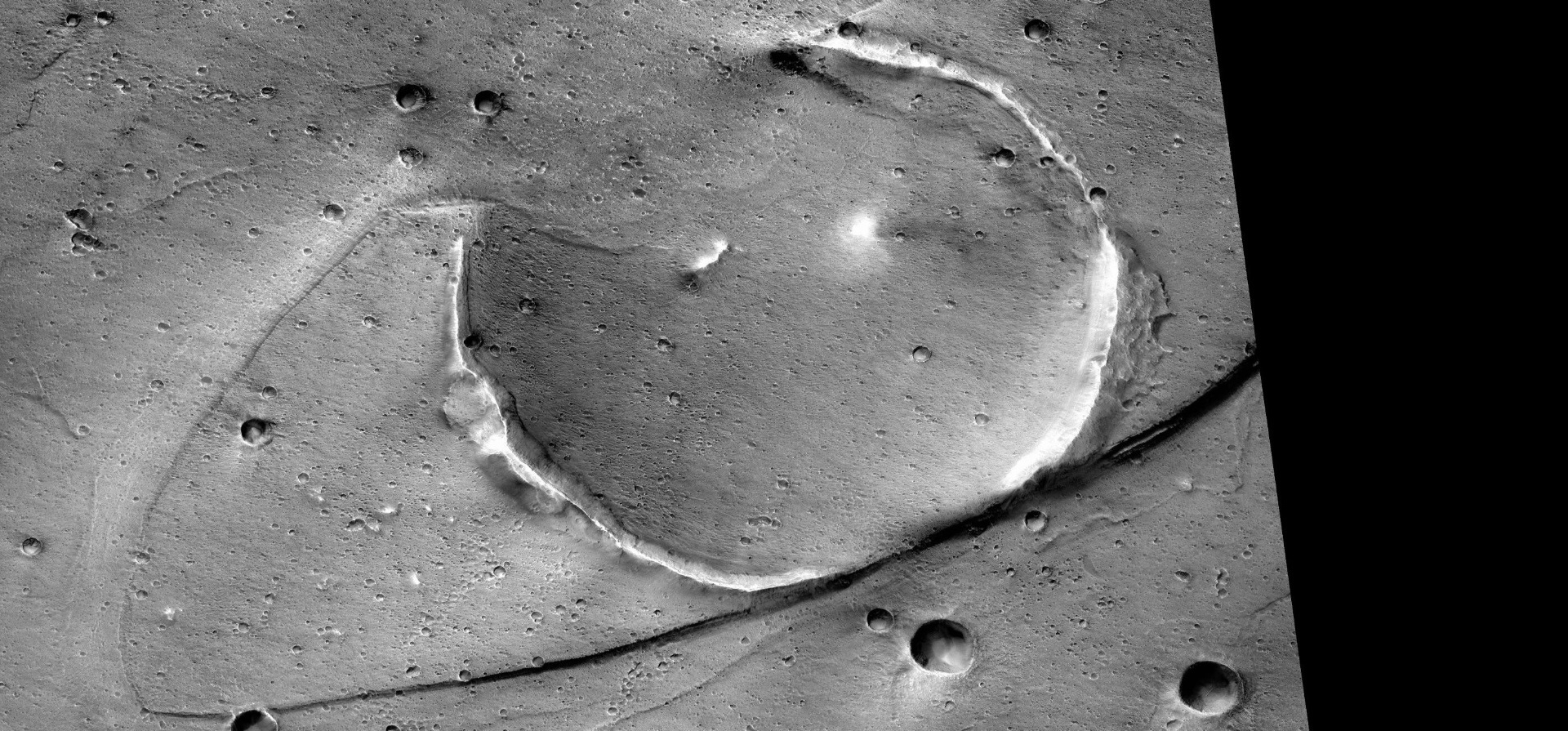
被海啸侵蚀的流线型岬角。

2017年报告的研究发现，形成火星河谷网道、溢出河道和三角洲沉积物所需的水量大于火星海洋的容积，火星海洋的估测容积从3米到2公里不等的全球等效层，这意味着火星上有大量的水。
2018年，一组科学家提出，火星海洋出现得非常早，早于塔尔西斯或与之同时出现。塔尔西斯的总重量会形成深盆，但如果海洋在塔尔西斯形成深盆之前出现，那么所需水量就会少得多。此外，海岸线也将变得不规则，因为塔尔西斯仍在增长，从而改变了海洋盆地的深度。当塔尔西斯火山喷发时，大量的气体被添加到大气层中，导致全球变暖，使液态水得以存在。
2019年7月，有报道支持称火星上的一座远古海洋，可能是陨石撞击造成罗蒙诺索夫撞击坑时所产生的特大海啸之源。

## 理论问题

### 原始火星气候
火星表面液态水的存在需要一层更温暖、也更稠密的大气层，而现今火星表面的大气压仅超过最低海拔处水的三相点（6.11百帕）；在海拔更高的地方，纯水只能以固体或水蒸汽的形式存在。目前火星地表的年平均温度低于210 K（摄氏-63°/华氏-82°），大大低于维持液态水所需的温度。然而，在火星历史早期，它可能拥有让液态水保留在表面的更有利条件。

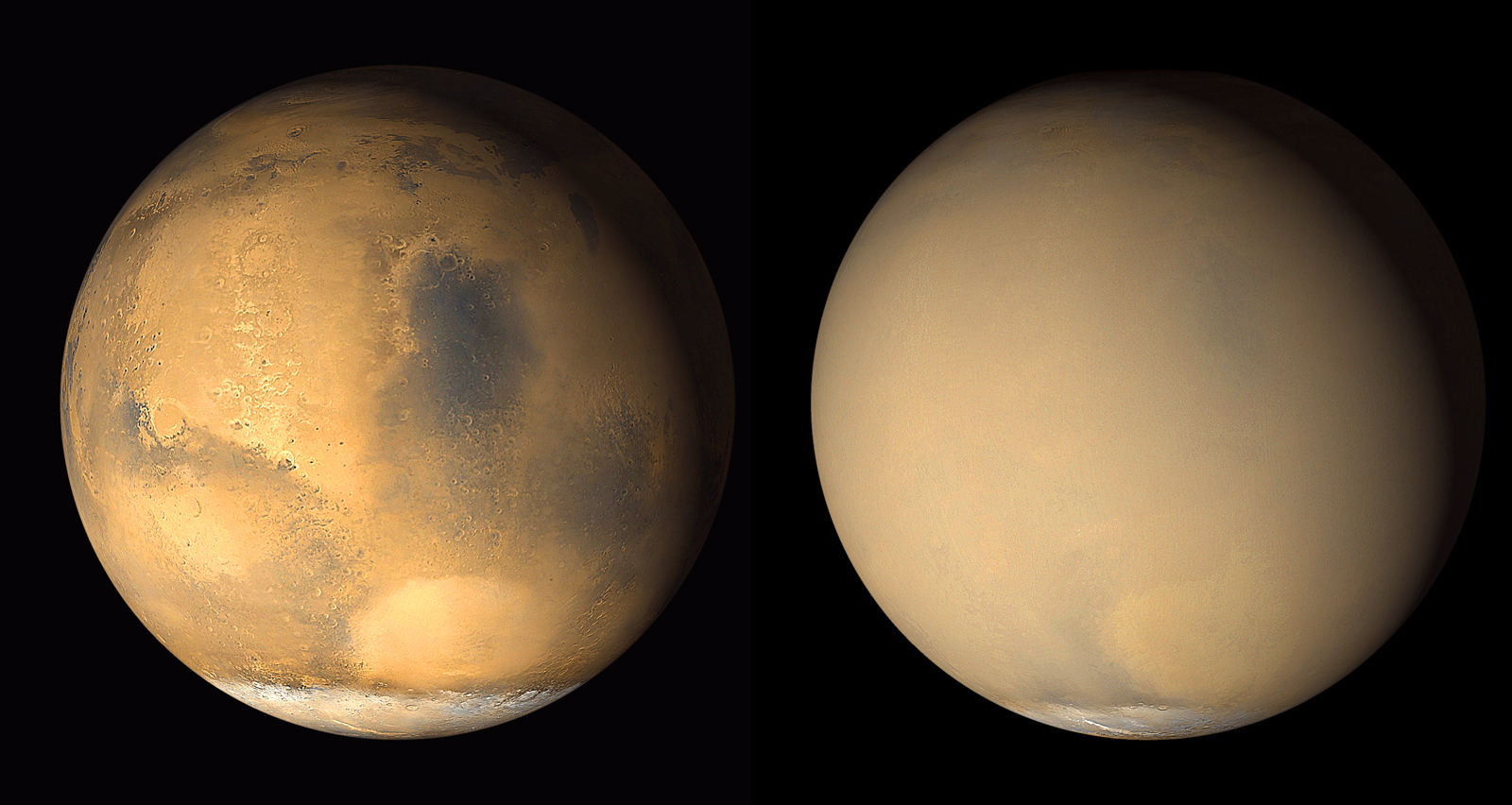
2001年6月没有沙尘暴的火星（左图）和2001年7月全球沙尘暴的火星（右图），火星全球探勘者号拍摄。

早期火星的二氧化碳大气厚度与今天的地球相似（1000百帕），尽管早期太阳很黯淡，但如果有少量甲烷或二氧化碳冰云的隔热作用支撑，厚厚的二氧化碳大气层所产生的温室效应足以将表面平均温度升高至水的冰点值以上。此后，大气层因风化作用以碳酸盐形式固存在地面而减少，并通过溅射（由于缺乏强大的火星磁层而直接与太阳风相互作用）而散失到太空。一项通过火星勘测轨道飞行器对沙尘暴进行的研究表明，火星上10%的水分流失可能由沙尘暴所造成。据观察，沙尘暴可以把水蒸气带到很高的高空。然后，来自太阳的紫外线通过一种称为光解的过程将水分解，水分子中的氢随后逃逸到太空中。
火星的倾角（转轴倾角）在地质年代中变化很大，对行星的气候条件产生了很大影响。

### 化学
对化学因素的考虑可进一步深入了解北方海洋的特性，由于火星大气层中主要是二氧化碳，人们可能会期望在火星表面找到大量证据，证明碳酸盐矿物是海洋沉积的残留物。火星太空任务尚未探测到丰富的碳酸盐。然而，如果早期海洋是酸性的，碳酸盐就不可能形成。
两处登陆点土壤中磷、硫和氯的正相关系表明，它们混合于一处大型酸性水域中，热辐射光谱仪检测到的赤铁矿沉积物也被认为是过去液态水的证据。

### 海洋的命运
考虑到火星上有一座巨大的原始海洋，水的命运就需要解释。当火星气候变冷时，海洋表面就会结冰。有一种假设认为，在平坦的北方大平原上，部分海洋仍然处于冰冻状态，被埋藏在一层薄薄的岩石、碎屑和尘埃之下。水也可能被吸入进地下冰层中，或（通过升华）流失到大气层中并最终通过大气溅射进入太空。

## 替代解释
科学家们对原始火星海洋的存在仍有争议，火星勘测轨道飞行器上的高分辨率成像科学设备在古海床遗址上发现了应该只含有细粒沉积物的大巨石，但这些巨石也可能是从冰山上掉落的，这种过程在地球上很常见，因此，一些被解释为古海岸线的地貌受到了挑战。
2021年9月发表的一项研究比较了在不同天体岩石中发现的钾同位素，提出火星表面的重力太低，无法保留足够的水来形成一片巨大的海洋。
替代地表冲沟和河道形成的理论包括风蚀和液体甲烷。
火星海洋假说的确认或反驳尚有待未来火星任务的更多观测证据。

## 另请查看
- 地外液态水
- 火星湖泊
- 火星生命——在火星上的生命
- 火星水文——行星火星上的水文